# SS Tropic (1904)
SS Tropic byl parník vybudovaný v roce 1904 v loděnicích Harland & Wolff v Belfastu původně pod jménem European pro společnost Leyland Line. Zakrátko byl předán White Star Line a přejmenován na Tropic. Pod ní sloužil na australských linkách. Během 1. světové války sloužil jako transportní loď, poté byl vrácen zpět White Star Line na svou původní linku. Nakonec byl v roce 1923 prodán.